# デンマークワイン

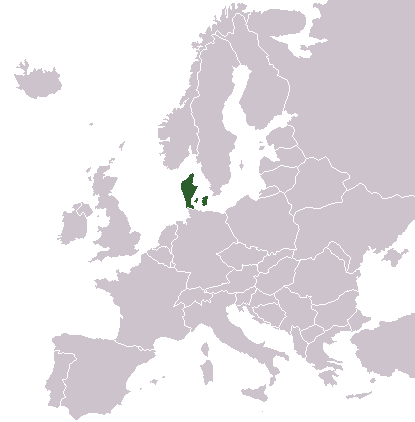
デンマークの南に隣接しているのはドイツ。海峡を挟んで北にノルウェー（地図左）とスウェーデン（地図右）。

デンマークワインは、デンマーク産のワインである。

## 概要
デンマークは北部にあるにも拘らず、地球温暖化と1999年のワイン生産合法化の効果により21世紀以降ワイン産業を発展させている。現在はユトランド半島とロラン島に小規模の葡萄園があり、様々なブドウ品種を栽培している。主要品種はカベルネ・コーティス（Cabernet Cortis）種である。国内20カ所の葡萄園で合わせてボトル約40,000本のワインを生産している（2006年）。
2005年、デンマークはEUからワイン国の認定を受けた。
2006年、デンマークワインはデンマーク国内消費が主であるが、フランスなどに輸出もし、デンマーク・ワイン生産者協会は、5年間で生産量が4倍になるという見通しを立てていた。この頃のデンマークでは、霜の降りる日が減り、夏は日照時間が長く、ブドウ栽培に適応する気象条件になっている。
2007年、デンマークワインは傑出した結果を獲得し、同年、Skæresøgård Vin社が出品した2006年のあるドンズ・キュヴェ発泡ワインが2007年エフェルヴェサン・デュ・モンド・ワイン競技会で銀メダルを受賞している。